# Rutherford-spridning

Spridning av α-partiklar enligt Thomsons modell i jämförelse med Rutherfords mätningar

Rutherford-spridning innebär att laddade partiklar sprids från ett litet, massivt och laddat spridningscentrum.
I Ernest Rutherfords ursprungliga försök skickades alfapartiklar mot en guldfolie, varvid de spreds av guldatomerna. Analys av spridningsvinklar visade att en guldatoms laddning och massa är koncentrerad till ett litet område i dess mitt, atomkärnan, vilket visade att J. J, Thomsons atommodell inte stämde.